# Madding
 "Agn" omdirigeres hertil. For andre betydninger af Agn, se Agn (flertydig).
Madding eller agn bruges af medefiskeren, det kan bestå af brød, orm, græshopper, bær og stort set af alt hvad der kan sættes på en fiskekrog for at lokke en fisk til at bide på krogen.